# Ulica św. Katarzyny w Krakowie
Ulica św. Katarzyny – ulica w Krakowie, w dzielnicy I Stare Miasto, na Kazimierzu.
Łączy ulicę Krakowską z ulicą Augustiańską. Jest jednojezdniowa.

## Historia
We wczesnym średniowieczu, jeszcze przed powstaniem Kazimierza jako miasta, ulica była częścią drogi łączącej wieś Bawół ze Skałką. Po lokacji miasta w 1335 roku, gdy główną ulicą nowego miasta stała się ul. Krakowska, a także wytyczono ul. Skałeczną, omawiana ulica straciła na swym znaczeniu. Prowadziła wówczas do powstałego w latach 1363–1399 kościoła św. Katarzyny Aleksandryjskiej i św. Małgorzaty.
Od czasu powstnia do XVIII wieku nie nosiła żadnej nazwy. Ulica nazwana została po raz pierwszy na planie miasta Kazimierz z 1785 roku jako ulica Krakowska, a na planie z 1844 roku zaznaczona została jako ul. Augustiańska. W drugiej połowie XIX wieku Rada Miasta Krakowa nadała ulicy obecną nazwę. W czasach średniowiecza nazwę ul. św. Katarzyny nosiły sąsiednie ulice, ul. Augustiańska oraz Skałeczna.

## Zabudowa
Obecna zabudowa ulicy ma charakter mieszkalny – stanowią ją głównie kamienice czynszowe powstałe w XIX wieku.
- ul. św. Katarzyny 1 (ul. Krakowska 15) – kamienica, XVI wiek.
- ul. św. Katarzyny 2 (ul. Krakowska 17) – kamienica. Projektował August Pluszyński, XVII wiek[4].
- ul. św. Katarzyny 3 – kamienica. Projektował Paweł Barański, 1864.
- ul. św. Katarzyny 4 (ul. Augustiańska 14) – kamienica. Projektował Nachman Kopald[4].
- ul. św. Katarzyny 5 (ul. Augustiańska 12) – kamienica. Projektował Józef Hercok, 1890.

Opracowano na podstawie źródła: Gminnej ewidencji zabytków – Kraków.

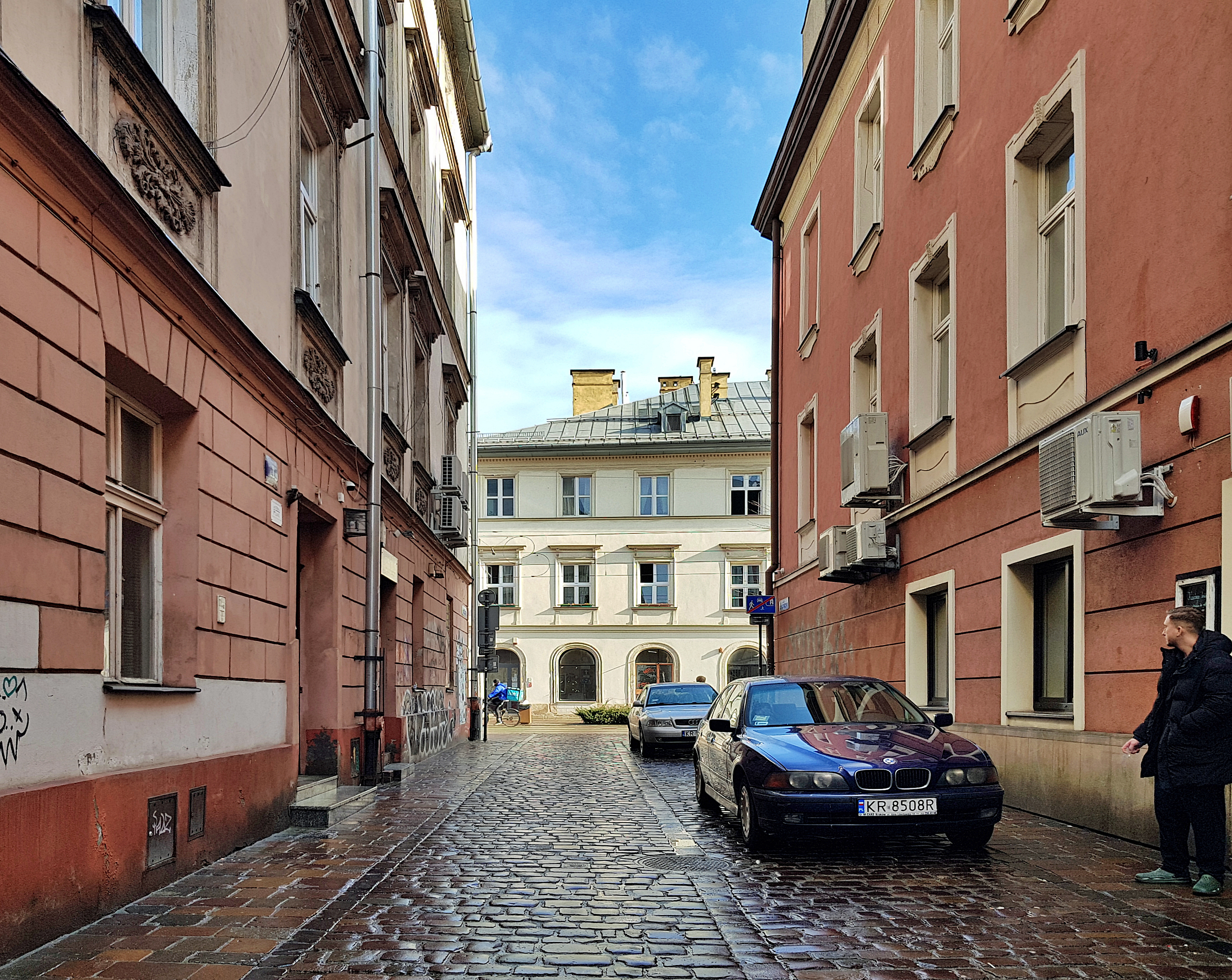
Widok na wschód
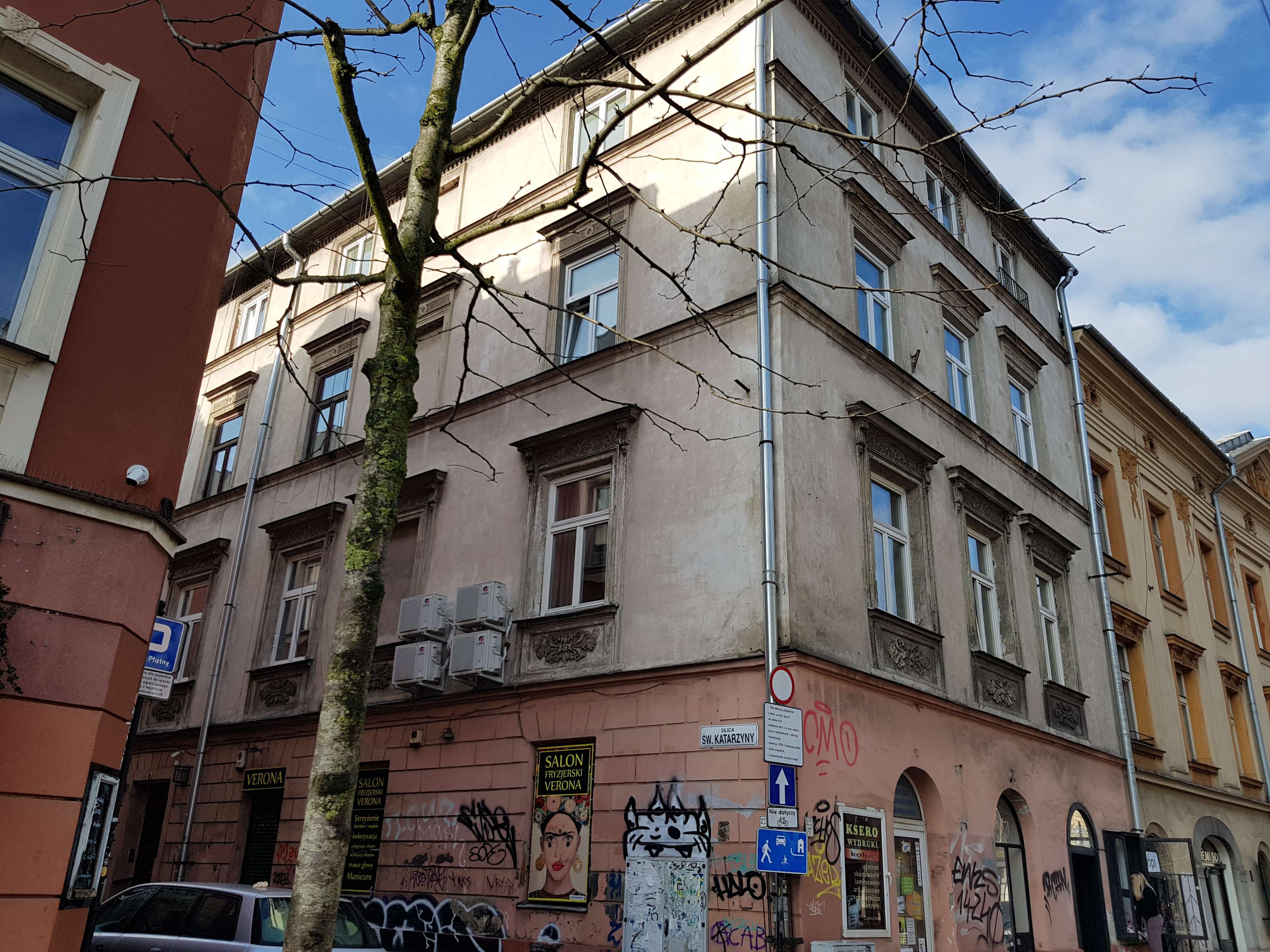
ul. św. Katarzyny 1 (XVI w.)